# White City, Illinois
White City är en ort i Macoupin County i delstaten Illinois, USA.